# Ломоносов Василь Георгійович
Васи́ль Гео́ргійович Ломоно́сов (1896, село Радоліци Юдінської волості Гдовського повіту Санкт-Петербурзької губернії, тепер Псковської області, Російська Федерація — розстріляний 20 жовтня 1939, Москва) — радянський діяч органів держбезпеки, народний комісар внутрішніх справ Дагестанської АРСР. Входив до складу особливої трійки НКВС СРСР. Депутат Верховної Ради СРСР 1-го скликання (1937—1938).

## Біографія
Народився в родині майстра-натирача підлоги. У 1907—1911 роках навчався в Сергіївському вищому початковому чотирикласному училищі в Петербурзі.
У червні 1912 — лютому 1915 року — конторник в Головному Адміралтействі в Санкт-Петербурзі (Петрограді). У лютому 1915 — серпні 1916 року — конторник трубного електромеханічного заводу в місті Миколаєві.
У серпні 1916 року вступає добровольцем на військову службу. З серпня 1916 по вересень 1917 служив рядовим у 180-му і 220-му запасних полках російської армії.
У листопаді 1917 — серпні 1918 року — переписувач в Спаському районному виконавчому комітеті Петрограда.
З серпня 1918 по серпень 1919 року — рядовий, секретар військового комісара 3-го прикордонного полку РСЧА.
Член РКП(б) з липня 1919 року.
У серпні 1919 — лютому 1920 року — секретар військового комісара 471-го прикордонного полку РСЧА. У складі полку брав участь у боях з фінами і естонцями, з 1920 року воював на польському фронті.
У лютому 1920 — травні 1921 року — заступник голови, голова комісії по боротьбі з дезертирством 53-ї прикордонної дивізії, 57-ї стрілецької дивізії. У травні 1921 року — голова комісії по боротьбі з дезертирством, військовий комісар штабу 4-ї стрілецької дивізії РСЧА.
У травні — серпні 1921 року — діловод агентури особливого відділу ВЧК 4-ї стрілецької дивізії. У серпні 1921 — січні 1922 року — начальник агентури особливого відділу ВЧК 4-ї стрілецької дивізії. У січні 1922 — лютому 1923 року — помічник начальника особливого відділу ВЧК—ДПУ 4-ї стрілецької дивізії.
У лютому — серпні 1923 року — начальник особливого відділу ДПУ 7-ї Самарської кавалерійської дивізії.
У серпні 1923 — серпні 1924 року — начальник особливого відділу ОДПУ 8-ї Мінської стрілецької дивізії.
У вересні 1924 — квітні 1926 року — начальник особливого відділу ОДПУ 29-ї дивізії імені Фінляндського пролетаріату.
У квітні 1926 — травні 1930 року — начальник особливого відділу ОДПУ 16-го стрілецького корпусу. Одночасно у червні 1926 — травні 1930 року — начальник Могильовського окружного відділу ДПУ Білоруської СРР.
У травні 1930 — лютому 1931 року — начальник особливого відділу ОДПУ 3-го кінного корпусу. Одночасно у травні — жовтні 1930 року — помічник начальника особливого відділу ОДПУ Білоруського військового округу і начальник особливого відділу ДПУ Білоруської СРР, у жовтні 1930 — лютому 1931 року — помічник начальника особливого відділу ДПУ Білоруської СРР.
У лютому 1931 — вересні 1932 року — начальник особливого відділу ОДПУ 4-го стрілецького корпусу. Одночасно у лютому 1931 — вересні 1932 року — начальник Вітебського оперативного сектора ДПУ Білоруської СРР.
У вересні — грудні 1932 року — начальник Чеченського обласного відділу ДПУ.
У грудні 1932 — вересні 1933 року — начальник Донського оперативного сектора ДПУ.
У вересні 1933 — липні 1934 року — начальник Ставропольського оперативного сектора ДПУ. У липні 1934 — березні 1935 року — начальник Ставропольського оперативного сектора НКВС.
22 березня 1935 — 16 лютого 1937 року — начальник Управління НКВС по Дагестанській АРСР. 16 лютого 1937 — 29 грудня 1938 року — народний комісар внутрішніх справ Дагестанської АРСР. Входив до складу особливої трійки, створеної за наказом НКВС СРСР від 30 липня 1937 року, брав активну участь в сталінських репресіях.
Заарештований 29 грудня 1938 року. Засуджений Військовою колегією Верховного суду СРСР 26 вересня 1939 року до страти. Розстріляний 20 жовтня 1939 року. Не реабілітований.

## Звання
- капітан державної безпеки (25.12.1935)
- майор державної безпеки (8.07.1937)

## Нагороди
- орден Червоної Зірки (19.12.1937)
- орден Трудового Червоного Прапора Білоруської СРР (11.07.1932)
- знак «Почесний працівник ВЧК—ДПУ (XV)» (8.04.1934)